# Ice Guys
Ice Guys is een videospel voor de Commodore 64. Het spel werd uitgebracht in 1997. 